# Cierra Ramirez
Cierra Ramirez, född 9 mars 1995 i Houston, är en amerikansk skådespelare.
Berman har bland annat medverkat i TV-serierna The Fosters och Good Trouble. Hon har även medverkat i filmen The Re-Education of Molly Singer.

## Filmografi (i urval)
- 2013–2018 – The Fosters (TV-serie)
- 2019–2023 – Good Trouble (TV-serie)
- 2023 – The Re-Education of Molly Singer